# 바이오스마트
바이오스마트(영어: BioSmart)는 대한민국의 신용카드 제조 기업으로,서울특별시 성동구 광나루로 172 (성수동1가) 린하우스에 본사를 두고 있다.